# Вук Росандић
Вук Росандић  (Београд, 25. јул 1969) српски је музичар, певач, композитор, новинар, водитељ и бивши фронтмен београдског Поп-рок састава Руж.

## Каријера у групи Руж
Године 1982. је формирао, са браћом Козић и Зораном Томом Томашевићем, вокално-инструментални састав Руж у ком је Вук Росандић био главни вокал, а текстописац и композитор песама Милош Козић. 
У периоду до 1988. године, као певач групе, је отпевао бројне хитове као што су Зубарка, Немица, Американка, Има нешто у твојим очима... 

## Каријера након распада групе

### Маркетинг
Године 1995. се вокално-инструментални састав Руж распао, а Росандић се те године преселио у САД, где се бавио маркетингом, везаним за продају тајмшер уговора на Хавајима и за модну индустрију.
Вратио се у Србију 2008. године након америчког признања независности Косова. Породица Росандић, се самоиницијативно, одрекла држављанства САД-а.

### Политика
Године 2011. улази у Демократску странку Србије. Неко време је обављао функцију одборника у општини Палилула, и са волонтерским свакодневним радом задужен за инфо портал и ПР. Три дана у недељи и као професионални ангажман у медијској агенцији НИН-а. Након девет месеци напушта страначку каријеру.

### Телевизија
На телевизији "Happy"  се емитовала емисија "Учим да се не мучим" у којој је био водитељ. Емисија је обишла све основне школе општине Палилула.Већ неколико година се бави и телевизијским хумористичким програмима "Offline shop" и "Елтон Џо" са својим колегом Сашом Лукићем или његов боље познати алијас Ален Крсманац.

### Интернет медији
Вук Росандић се последњих година посветио вођењу и раду на Јутјуб каналу Хелмкаст. Стручњак је углавном за Америку и политичке и друштвене покрете у Сједињеним Државама. Кота 17 је његов подкаст који се емитује на Хелмкаст-у, где са гостима разговара о актуелни и битним темама спољне политике, а једна од омиљених тема су му последња два председника САД Доналд Трамп и Џозеф Бајден, као и врло контроверзни Председнички избори у САД 2020. Познат је по емисији забавног карактера Инфомук са колегама Никшом Булатовићем, Милицом Петров и бившим припадником десничарског покрета 1389 Игором Маринковићем. Почетком 2023. године емисија се укида због кршења правила Јутјуба. Росандић, као и све колеге, остаје при раду канала и вођењу подкаста Кота 17.

## Приватни живот
Са другом супругом, Мелитом, има сина Луку и ћерку Лару. Лара је претрпела вршњачко насиље. Вук Росандић, сматрао је као и сваки родитељ, да томе треба стати на крај. Ушао је у физички обрачун са две петнаестогодишњакиње што га је ставило у жижу јавност и осуду медија у Србији.